# Instrumente mortale: Orașul oaselor
Instrumente mortale: Orașul oaselor (în engleză The Mortal Instruments: City of Bones) (2013) este un film germano-american de aventuri fantastic bazat pe  prima carte din seria de cărți The Mortal Instruments scrisă de autorul Cassandra Clare. Povestea are loc în orașul New York de astăzi. Regizat de Harald Zwart, în rolurile principale apar vedete internaționale ca Lily Collins, Jamie Campbell Bower, Kevin Zegers, Jemima West, Godfrey Gao, Lena Headey, Jonathan Rhys Meyers, Aidan Turner, Robert Sheehan, Kevin Durand sau Jared Harris. A fost lansat în cinematografe pe 21 august 2013.

## Distribuție
- Lily Collins în rolul lui Clary Fray
- Jamie Campbell Bower în rolul lui Jace Wayland
- Robert Sheehan în rolul lui Simon Lewis
- Kevin Zegers în rolul lui Alec Lightwood
- Lena Headey în rolul lui Jocelyn Fray
- Kevin Durand în rolul lui Emil Pangborn
- Aidan Turner în rolul lui Luke Garroway
- Jemima West în rolul lui Isabelle Lightwood
- Godfrey Gao în rolul lui Magnus Bane
- C. C. H. Pounder în rolul lui Madame Dorothea
- Jared Harris în rolul lui Hodge Starkweather
- Jonathan Rhys Meyers în rolul lui Valentine Morgenstern
- Robert Maillet în rolul lui Samuel Blackwell
- Stephen R. Hart în rolul lui Brother Jeremiah
- Elyas M'Barek în rolul lui Vampire lieutenant
- Chad Connell în rolul lui Blue-haired demon